# Lamivudina/nevirapina/zidovudina
Lamivudina/nevirapina/zidovudina (3TC/NVP/AZT) es un medicamento utilizado para tratar el VIH/SIDA.  Es una combinación en dosis fija de lamivudina, nevirapina y zidovudina.  Se usa solo o junto con otros antirretrovirales.  Es un tratamiento recomendado para embarazadas.  Se administra por vía oral dos veces al día.
La medicación es generalmente bien tolerada.  Los efectos secundarios son los de los medicamentos subyacentes.  Esto incluye erupción cutánea, pancreatitis, niveles bajos de glóbulos blancos y dolor muscular.  No se recomienda su uso en personas con problemas hepáticos significativos.  El uso en el embarazo y la lactancia materna parecen ser seguros.  La tableta combinada no suele ser adecuada para niños. 
Está en la Lista de medicamentos esenciales de la Organización Mundial de la Salud, los medicamentos más efectivos y seguros que se necesitan en un sistema de salud.  El costo mayorista en el mundo en desarrollo es de aproximadamente US$8,54 a 18.94 al mes a partir de 2014.  En el año 2018, la combinación no está disponible comercialmente en los Estados Unidos.